# Jata v Kotomeru
Jata v Kotomeru (Abell 3627) je jata galaksij, ki se nahaja blizu središča Velikega Atraktorja in je okoli 68.000.000 parsekov (222.000.000 svetlobnih let) oddaljena. Čeprav je svetla in blizu, jo je težko opazovati, ker se nahaja blizu cone izognitve, območja blizu ravnine Mlečne ceste. To pomeni, da vidni svetlobi iz jate pot do nas preprečujejo oblaki medzvezdnega prahu. Njena masa je ocenjena na 1015 sončevih mas.